# Luciano Bux
Luciano Bux (Bari, 29 giugno 1936 – Bari, 8 agosto 2014) è stato un vescovo cattolico italiano.

## Biografia
Compiuti gli studi liceali a Bari nella scuola statale e quelli filosofico-teologici nel Pontificio Seminario Regionale di Molfetta, ha seguito il corso teologico presso la Facoltà "San Luigi" di Posillipo, ottenendovi la licenza.
È stato ordinato sacerdote il 2 luglio 1961, e ha cominciato il suo ministero presso l'allora arcidiocesi di Bari e Canosa.
È stato vice-parroco presso le parrocchie di San Pasquale, San Giuseppe e San Ferdinando in Bari e assistente diocesano di Azione Cattolica.
Ha fondato e diretto l'associazione "San Lazzaro", aggregata al centro di spiritualità "Oasi di S. Martino", costituita da laici impegnati nella vita sociale.
Il 21 gennaio 1995 è stato nominato vescovo titolare di Aurusuliana e deputato vescovo ausiliare dell'arcidiocesi di Bari-Bitonto.
Ha ricevuto l'ordinazione episcopale il 25 marzo 1995 dall'arcivescovo Andrea Mariano Magrassi, co-consacranti l'arcivescovo Michele Mincuzzi e il vescovo Giuseppe Lanave.
Il 5 febbraio 2000 è stato nominato vescovo di Oppido Mamertina-Palmi.
Il 2 luglio 2011 papa Benedetto XVI ha accolto la sua rinuncia, per raggiunti limiti di età, al governo pastorale della diocesi.
È morto l'8 agosto 2014 a Bari, all'età di 78 anni.

## Incarichi
- Vice-parroco presso le parrocchie di san Pasquale, San Giuseppe e San Ferdinando in Bari
- Assistente diocesano di Azione Cattolica
- Membro della Commissione Episcopale per la dottrina della fede, l'annuncio e la catechesi
- Membro della Conferenza Episcopale Calabra
- Vicario Episcopale per il Diaconato permanente e i Ministeri istituiti
- Vescovo titolare di Aurusuliana e ausiliare di Bari-Bitonto
- Vescovo di Oppido Mamertina-Palmi

## Genealogia episcopale
La genealogia episcopale è:
- Cardinale Scipione Rebiba
- Cardinale Giulio Antonio Santori
- Cardinale Girolamo Bernerio, O.P.
- Arcivescovo Galeazzo Sanvitale
- Cardinale Ludovico Ludovisi
- Cardinale Luigi Caetani
- Cardinale Ulderico Carpegna
- Cardinale Paluzzo Paluzzi Altieri degli Albertoni
- Papa Benedetto XIII
- Papa Benedetto XIV
- Cardinale Enrico Enriquez
- Arcivescovo Manuel Quintano Bonifaz
- Cardinale Buenaventura Córdoba Espinosa de la Cerda
- Cardinale Giuseppe Maria Doria Pamphilj
- Papa Pio VIII
- Papa Pio IX
- Cardinale Alessandro Franchi
- Cardinale Giovanni Simeoni
- Cardinale Antonio Agliardi
- Cardinale Basilio Pompilj
- Cardinale Adeodato Piazza, O.C.D.
- Cardinale Sebastiano Baggio
- Arcivescovo Andrea Mariano Magrassi, O.S.B.
- Vescovo Luciano Bux